# When Magoo Flew
When Magoo Flew é um filme de animação em curta-metragem estadunidense de 1954 dirigido e escrito por Pete Burness. Venceu o Oscar de melhor curta-metragem de animação na edição de 1955.